# Oslo-aftalerne
Oslo-aftalerne (nogle gange refereret til under ét, som Oslo-aftalen) er to aftaler indgået mellem Israels regering og Den Palæstinensiske Befrielsesorganisation (PLO): Oslo I-aftalen blev underskrevet i Washington D.C. i 1993, mens Oslo II-aftalen blev underskrevet i Taba, Egypten, i 1995. Oslo-aftalerne markerede starten på Oslo-processen: en fredsproces, som havde til formål at opnå en fredsaftale baseret på FN's Sikkerhedsråds resolution 242 og 338 og opfylde "det palæstinensiske folks ret til selvbestemmelse." Oslo-processen startede efter hemmelige forhandlinger i Oslo som resulterede i, at PLO anerkendte staten Israel, og Israel samtidig anerkendte PLO som forhandlingspartner og repræsentant for det palæstinensiske folk.
Oslo-aftalerne skabte det Det Palæstinensiske Selvstyre, som fik en begrænset grad af selvstyre over dele af Vestbredden og Gaza. Ligeledes blev PLO anerkendt, som Israels partner i forhold til en permanent statusforhandling om de resterende spørgsmål. Her var nogle af de vigtigste spørgsmål bl.a. grænserne mellem Israel og fremtidigt Palæstina, israelske bosættelse, Jerusalems status, Israels militære tilstedeværelse og kontrol over områder i Det Palæstinensiske Selvstyre, samt palæstinensiske ret til tilbagevenden (engelsk: 'right of return'). Oslo-aftalerne skabte ikke en palæstinensisk stat.
Aftalerne blev fordømt af en stor del af den palæstinensiske befolkning. Således beskrev filosoffen Edward Said berømt aftalerne, som en "palæstinensisk Versailles" (se Versailles-aftalen).

## Oslo-processen
Oslo-processen er "fredsprocessen", der startede i 1993 med hemmelige samtaler mellem Israel og PLO. Disse forhandlinger blev begyndelsen på en periode med forhandlinger, suspendering af forhandlinger, mægling, genstart af forhandlinger og endnu en suspendering af forhandlinger. Oslo-processen sluttede i 2000 efter et mislykket Camp David-topmøde og udbruddet af Den Anden Intifada. Forinden afslutningen af processen var der blevet indgået en række aftaler mellem de forskellige parter.
Under Den Anden Intifada, i juni 2002, blev den såkaldte Køreplan for Fred (engelsk: "Roadmap for Peace") introduceret, som sigtede mod en tostatsløsning og stiftelsen af en uafhængig palæstinensisk stat. Denne køreplan blev imidlertid indledning til en periode svarende til Oslo-processen. Dog afstedkom denne køreplan, modsat Oslo-processen, ikke nogen konkret aftale mellem de involverede partnere.

## Baggrund
Oslo-aftalerne er basseret på Camp David-aftalerne fra 1978 og viser derfor stor lighed med disse aftaler. Camp David-aftalernes "rammebetingelse for fred i Mellemøsten" (engelsk: "Framework for Peace in the Middle East") forstillede sig autonomi for de lokale – og kun for de lokale (palæstinensiske) – indbyggere på Vestbredden og Gaza. På dette tidspunkt boede der omkring 7.400 israelske bosættere på Vestbredden (eksklusiv Østjerusalem) og 500 i Gaza, men dette antal af bosættere voksede efterfølgende hurtigt. Israel betragtede PLO som en terrororganisation, hvorfor de nægtede at tale med repræsentanter herfor. I stedet forhandlede Israel med Egypten og Jordan og "udvalgte repræsentanter for indbyggerne på Vestbredden og Gaza".
Mens det endelige mål med Camp David-aftalerne fra 1978 var en "fredsaftale mellem Israel og Jordan" (under hensyntagen til, at der blev indgået en endelig aftale for så vidt angår statussen for Vestbredden og Gaza), var Oslo-forhandlingerne direkte forhandlinger mellem Israel og PLO. Således var det endelige mål med Oslo-aftalerne en fredsaftale mellem Israel og PLO. Ligesom Camp David-aftalerne fra 1978, sigtede Oslo-aftalerne kun mod en midlertidig aftale – "et første skridt". Efterfølgende skulle der forhandles om en endelig løsning inden for fem år. Da der blev indgået en fredsaftale mellem Israel og Jordan den 26. oktober 1994, var det dog uden palæstinenserne.
FN's Sikkerhedsråds resolution 242 blev udstedt i 1967 i kølvandet på Seksdagskrigen. Resolutionen kaldte på, at Israel skulle trække sig tilbage fra "områder besat" under den nylige konflikt. Samtidig opfordrede resolutionen til, at man skulle anerkende suveræniteten og uafhængigheden af alle stater i området, herunder deres ret til at leve i fred. "Besatte områder" var ikke entydigt defineret i denne resolutionen, hvorfor der kan være forskellige opfattelser af hvilke landområder, som resolutionen henviser her til.
FN's Sikkerhedsråds resolution 338 blev udstedt d. 22. oktober 1973 og kaldte på en våbenhvile (inden for 12 timer) mellem parterne i Yom Kippur-krigen. Endvidere opfordrede resolutionen til, at de berørte parter umiddelbart efter våbenhvilen indtrædelse skulle sikre, at Sikkerhedsrådets resolution 242 ville blive gennemført i alle dens dele. Herunder at der straks ville blive igangsat forhandlinger mellem de berørte parter med det formål om at skabe en retfærdig og holdbar fred i Mellemøsten.

## Aftalerne
Aftalen indeholdt bestemmelser om en overgangsperiode på højst fem år med palæstinensisk midlertidig selvstyre over Vestbredden og Gazastriben. Israel anerkendte Vestbredden og Gazastriben som en separat territorial enhed, så vel som, at den israelske regering overførte en vis magt og et begrænset ansvar til Det palæstinensiske selvstyreområde, som indbefatter Palæstinas lovgivende forsamling, der blev valgt i januar 1996, som en del af de midlertidige selvstyrede hændelser på Vestbredden og Gazastriben.
Overførselen af magt og ansvar til Gazastriben og Jeriko fandt sted overensstemmende med Kairo-aftalen mellem Israel og PLO den 4. maj 1994. I andre dele af Vestbredden fandt magtoverdragelse sted overensstemmende med Interimsaftalen mellem Israel og PLO den 24. september 1995, Wye-aftalen mellem Israel og PLO fandt sted den 23. oktober 1998 og Sharm el-Sheikh-aftalen den 4. september 1999.
Oslo-aftalen fastslog, at Israel beholder ansvaret for ekstern og intern sikkerhed og offentlig orden blandt jødiske bosættelser og indbyggere i overgangsperioden.
Norge var under Arbeiderparti-regeringen og udenrigsminister Johan Jørgen Holst (Ap) engageret i Israels videreudvikling. Institutt for fredsforskning (PRIO) mener, at han førte både Palæstina og USA bag lyset.
Udenrigsminister Holst høstede stor anerkendelse for udarbejdelsen af den hemmelige Oslo-aftale, men PRIO påstår, at han modtog instrukser fra udenrigsministeren i det Israelske Arbejderparti, Shimon Peres.
Madrid-konferencen og forhandlinger i Washington mislykkedes, men det utraditionelle norske initiativ lykkedes tilsyneladende. Terje Rød-Larsen og Mona Juul medvirkede.
13. marts 2002 vedtog FN's sikkerhedsråd en resolution, som fastslog princippet om en to-statsløsning. For første gang erklærede en amerikansk præsident det for målet – et mål vejkortet for fred også slår fast.
Det fik den israelske højrefløj til at bruge skældsordet "Oslo-forbryderne" om dem bag aftalen. Og dele af den palæstinensiske befolkning, ikke mindst de hundretusinder som er flygtninge, anså også to-statsaftalen som forræderi.
Disse tiltag er flere gange blevet udsat.

## Centrale aftaler
De centrale aftaler i Oslo-processen var:
- Israel – PLO anerkendelsesbreve (1993): Gensidig anerkendelse af Israel og PLO.

- Oslo I-aftalen (1993), "Principerklæringen om midlertidige selvstyreordninger" (DOPOISGA eller DOP):[13] Erklærede formålet med forhandlingerne og fastlagde rammen for overgangsperioden. Ophævelse af den israelske civile administration ved indvielsen af det Palæstinensiske Lovgivende Råd (Artikel VII).

- Gaza-Jericho-aftalen eller Cairo-aftalen (1994): Delvis israelsk tilbagetrækning inden for tre uger fra Gaza-striben og Jericho-området, der var starten på den femårige overgangsperiode (artikel V i Oslo I-aftalen). Samtidig overføres en begrænset magt til Det Palæstinensiske Selvstyre (PA), som blev oprettet i samme aftale.[6] En del af aftalen var den såkaldte Protokol om Økonomiske Forbindelser (Paris-protokollen), som regulerer det økonomiske forhold mellem Israel og Det Palæstinensiske Selvstyre, men som i realiteten integrerede den palæstinensiske økonomi i den israelske.[14] Denne aftale blev senere afløst af Oslo II-aftalen, bortset fra artikel XX (tillidsskabende foranstaltninger). Artikel XX tilkendegav, at Israel skulle frigive eller overdrage palæstinensiske fanger eller tilbageholdte. Paris-protokollen blev indarbejdet i artikel XXIV i Oslo II-aftalen.

- Oslo II-aftalen (1995): Opdeling af Vestbredden i områder – refereret til som henholdsvis område A, B og C. Tilbagetrækning af israelske tropper fra område A og fra andre områder gennem "Yderligere tilbagetrækninger". Valg af det Palæstinensiske Lovgivende Råd(palæstinensisk parlament, PLC), der erstatter PA efter dets indvielse. Implementering af palæstinensisk politi, der erstatter israelske militærstyrker i område A. Sikker passage mellem Vestbredden og Gaza. Endvidere blev forhandlingerne om en endelig løsning med hensyn til de resterende spørgsmål igangsat, som skulle afsluttes inden 4. maj 1999.

Alle senere aftaler havde til formål at gennemføre de tidligere tre nøgleaftaler.